# Чан Дай Нгиа
Чан Дай Нгиа (вьет. Trần Đại Nghĩa, по Мхитарян Чан Дай Нгя; 13 сентября 1913 — 9 августа 1997), настоящее имя Фам Куанг Ле, — вьетнамский учёный-техник, военный инженер, управленец, герой труда Социалистической республики Вьетнам, считающийся «отцом оборонной промышленности Вьетнама».

## Биография
Родился 13 сентября 1913 года в бедной крестьянской католической семье в провинции Виньлонг. Настоящее имя — Фам Куанг Ле. Остался без отца в возрасте 6 лет, жил в большой бедности, однако к 1933 году сумел получить степень бакалавра, но на тот момент не имел денег для продолжения обучения в Ханое. В 1935 году, тем не менее, он отправился учиться во Францию, где в течение нескольких лет получил образование сразу в нескольких учебных заведениях, в том числе в известной Политехнической школе, став бакалавром математики, и начал работать в Институте авиатехники. В 1942 году он переехал в Германию, где работал на различных фабриках по производству оружия и самолётов.
Вернулся во Вьетнам в 1946 году, присоединившись к повстанцам Хо Ши Мина на севере страны, участвуя в организации производства оружия в горных лесах. 5 декабря получил от Хо Ши Мина новое имя (Чан Дай Нгиа) и — ввиду своих военно-технических знаний — сразу несколько постов в военно-промышленной структуре создававшегося государства, в том числе начальника управления артиллерии Вьетнамской народной армии. В 1948 году получил воинское звание генерал-майора, в 1952 году стал героем труда СРВ и получил орден Хо Ши Мина. 6 марта 1956 года стал первым ректором созданного Политехнического университета Вьетнама. В 1950—1960 годах — заместитель министра промышленности и торговли, в 1960—1962 — министр тяжёлой промышленности, в 1965 году был назначен председателем государственного комитета по науке и технике СРВ, в 1983—1988 годах — президент Вьетнамской ассоциации науки и технологии; параллельно с этими постами подчас занимал одновременно несколько других. С 1966 года — иностранный член Академии наук СССР.
В 1996 году был награждён премией Хо Ши Мина за организацию производства и разработку различных вооружений (базуки, безоткатные орудия) во время Индокитайской войны — работу, которая (в частности, создания пистолета SKZ) не осталась без внимания в остальном мире.
Умер 9 августа 1997 года в Хошимине в возрасте 85 лет.

## Память
В его честь названа одна из школ-интернатов Ханоя, технический университет, научно-исследовательское судно, а также множество улиц, шоссе и других объектов в различных областях Вьетнама.